# ناوچه کلاس اینچئون
ناوچه کلاس اینچئون (به انگلیسی: Incheon-class frigate) یک کلاس از کشتی است که طول آن ۱۱۴ متر (۳۷۴ فوت) می‌باشد.